# Ryan Tedder
Ryan Benjamin Tedder, mais conhecido como Ryan Tedder, (Tulsa, 26 de junho de 1979) é um cantor, compositor, produtor musical e multi-instrumentista norte-americano. É mais conhecido por ser o vocalista da banda OneRepublic. 
É um dos maiores compositores e hitmakers da década de 2010 e da segunda metade da década de 2000, sendo que a maioria das músicas das quais tem participação são grandes êxitos ou entraram na Billboard Hot 100. Como compositor, produziu diversas canções interpretados por vários cantores como Beyoncé, Far East Movement, Jordin Sparks, Leona Lewis, Gavin DeGraw, Demi Lovato, Adele, Ariana Grande e Paul Oakenfold, assim como a sua própria banda. Tedder é creditado por ter escrito as duas músicas mais tocadas na história do rádio ("Apologize" e "Bleeding Love"). Ele ganhou dois Grammys: o primeiro em 2012 pelo álbum 21, de Adele, e o outro em 2016, pelo álbum 1989, de Taylor Swift, ambos foram nomeado a categoria Álbum do Ano. Foi eleito pela Billboard o compositor mais bem-sucedido do segundo semestre de 2013. O hit "Counting Stars", da banda à qual ele pertence, ficou em segundo lugar na Billboard Hot 100 e permaneceu por vários meses na lista.

## Biografia

### A vida antes e a educação
Nascido em Tulsa, Oklahoma, foi criado por uma família de missionários e pastores. Ele começou a aprender a tocar piano aos três anos de idade através do método Suzuki. Seu interesse pela música foi solicitado pelo seu pai músico e professor da escola-mãe, que persuadiu seu jovem filho a praticar piano em troca de milho doce. Tedder começou a cantar aos sete anos. Vocalista autodidata, Tedder começou a aprimorar essa habilidade aos doze, imitando seus artistas favoritos, que variou de The Beatles à artistas tão diversos como Peter Gabriel, Stevie Wonder e Sting. Ele comentou: "Eu cantei duas horas por dia todos os dias da minha vida até fazer dezoito anos." Ele continuou a se apresentar musicalmente durante a sua adolescência por meio da igreja, escola e grupos de pessoal formado.
Em seu último ano, mudou-se para Colorado Springs, Colorado. Lá ele conheceu e fez amizade com futuro companheiro de banda Zach Filkins em sua equipe de futebol no Colorado Springs Christian School. Ele frequentou a Oral Roberts University, em Oklahoma e começou a mostrar seu próprio material lá. Tedder completou a sua educação universitária e graduou-se ORU em 2001 com um grau de Bacharel de Artes em Relações Públicas e Publicidade.

### Antes da carreira musical
Durante anos Tedder trabalhou como garçom, e também como assistente de loja na Pottery Barn, antes de fixar um estágio na DreamWorks SKG em Nashville, cantando em demos para entrar no cenário musical. Ele produziu demos para compositores e gravadoras, cobrando US$ 300 a $ US400 por faixa. Tedder afirma que a DreamWorks ofereceu-lhe seu negócio publicado logo após sua chegada. Porém, ele tinha a intenção de prosseguir uma carreira como artista e seu primeiro empreendimento nessa arena veio através de uma rota diferente de todos.
Com 21 anos, Tedder participou de uma competição como cantor e compositor e foi selecionado por Lance Bass como um dos cinco finalistas para executar em um especial de uma hora na MTV, apresentando material original na frente de milhões de espectadores. O prêmio para o vencedor foi um contrato musical com o selo musical agora extinto, Free Lance Entertainment. Os competidores tocaram ao vivo e foram, então, avaliado por juízes e pelo público. O artista de maior pontuação ganharia o contrato. Tedder fez uma performance de uma de suas canções, "The Look", e recebeu a maioria dos votos dos juízes e fãs, e venceu a competição, no entanto, um contrato com uma gravadora não foi finalizado e o álbum não foi lançado. Mais tarde revelou o contrato de gravação e publicação que ofereceram "não era real. Era só um monte de hype que não se transformou em qualquer coisa.".

### Produção e composição
Antes de sua eventual passagem para Los Angeles para começar o OneRepublic, Tedder chamou a atenção do produtor de hip-hop Timbaland. Tedder comentou que ele estava com Timbaland de 2002 a 2004 para desenvolver como artista ao produzir para outros artistas da época. O trabalho de Tedder cruzou vários gêneros musicais (que vão desde o hip-hop, R&B, rock, pop, dance e techno) e ele teve sucesso tanto na América como no Reino Unido com vários artistas. Em junho de 2007, Tedder assinou um contrato de administração em todo o mundo editorial com Kobalt Music Publishing. O acordo incluiu novas obras de Tedder e todas as músicas não tocadas por OneRepublic.

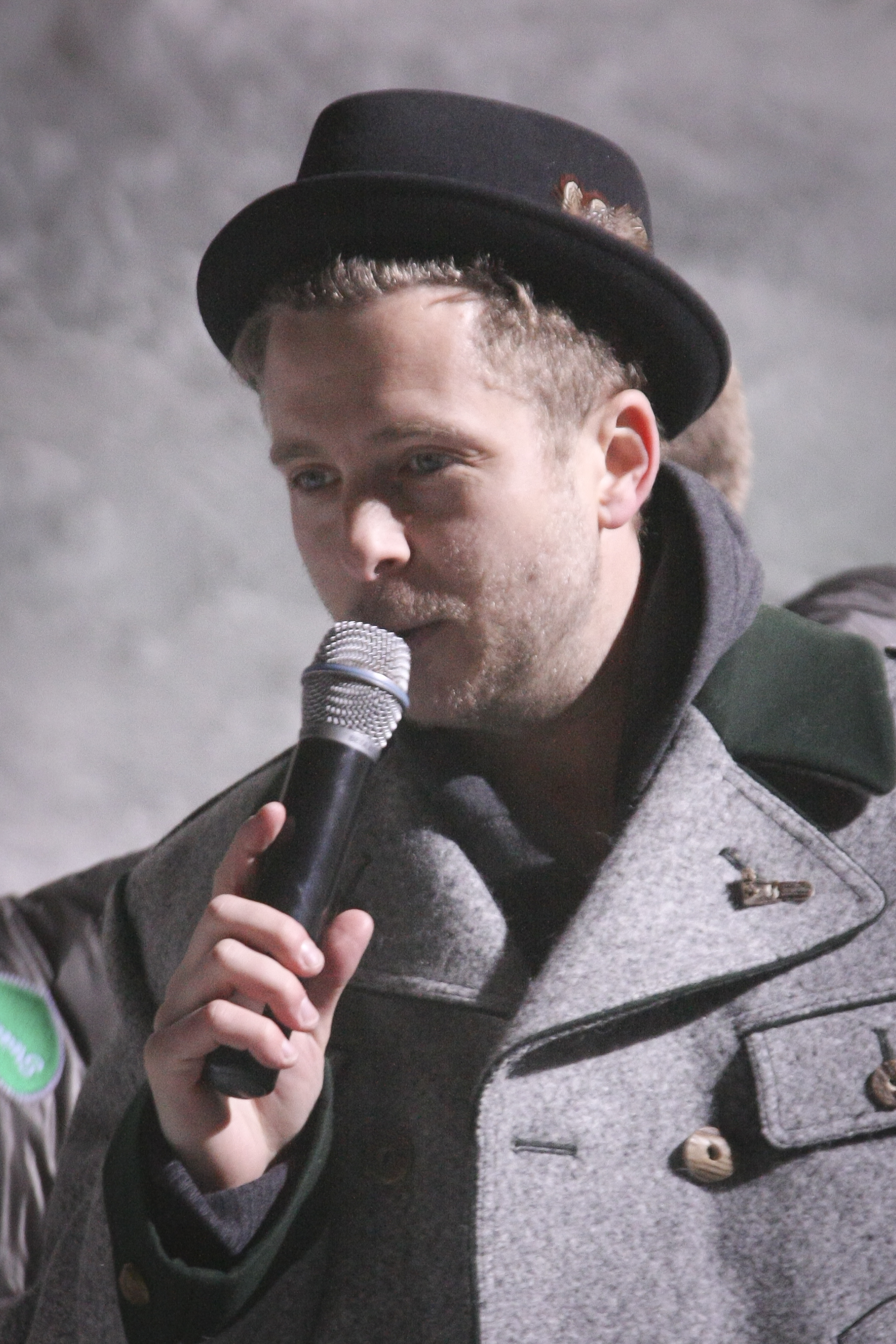
Ryan Tedder em Show na Áustria com o OneRepublic (2008)

Tedder é o autor do sucesso mundial, "Apologize", da própria banda OneRepublic, que a partir de 2008 foi o single de maior venda da década. Foi o número um mais tocado por cinco meses até 7 de maio de 2008, quando "Bleeding Love" de Leona Lewis (uma canção que Tedder coescreveu e produziu com Jesse McCartney), quebrou o recorde anteriormente estabelecido por "Apologize". "Bleeding Love" foi o single mais vendido de 2007 no Reino Unido, no topo das paradas britânicas por sete semanas e foi o CD mais rapidamente vendido de 2007 recebendo o airplay de rádio em todo o mundo mais antes de sua estreia nos EUA. A canção também ganhou uma indicação ao prêmio Melhor Single Britânico no Brit Awards em fevereiro de 2008 e alcançou o número um em mais de 35 países. Tedder e o coescritor Jesse McCartney receberam um prêmio ASCAP por escrever a canção. Tedder também é creditado por ter escrito o tratamento para o videoclipe que foi filmado para o lançamento nos EUA de "Bleeding Love". Ele também ganhou uma nomeação do Record Of The Year (Gravação do Ano) em fevereiro de 2009 no Grammy.
Ryan é creditado na composição e produção de sucessos de diversos álbuns de 2011, incluindo 21, de Adele, All of You de, Colbie Caillat, e Unbroken, de Demi Lovato, entre outros. Em dois dos álbuns citados, uma canção produzida por ele foi lançada como single: "Rumour Has It" foi o quarto single de 21 e "Brighter Than the Sun" foi o segundo de All of You.
No final de 2009, Tedder lançou sua própria gravadora, Patriot Records. Tedder também formou sua própria companhia de publicação, Patriot Games Publishing, em 2009, em aliança com Publishing Worldwide Kobalt Music.
Tedder também foi um jurado para a 10ª Independent Music Awards para apoiar as carreiras dos artistas independentes. Recentemente, Ryan escreveu e produziu para Maroon 5 ("Maps", "New Love", "Love Somebody"), Ed Sheeran, Gwen Stefani ("Baby Don't Lie"), Ariana Grande, Ellie Goulding ("Burn"), Demi Lovato ("Neon Lights"), Beyoncé (Beyoncé), etc.
Tedder é o produtor executivo álbum Versions of Me, da cantora brasileira Anitta, tendo composto e produzido algumas das 13 faixas da versão original do álbum e uma das faixas inéditas presentes na versão deluxe do mesmo ("Lobby").

## Discografia
| 2011                                                                                    | "Rocketeer" (Far East Movement Ft Ryan Tedder)                          | 7  | 40 | 14 | 22 | 20 | 25 | 4 | 14 | - : 1 433 000 | - : Platina       | Free Wired                 |
| 2012                                                                                    | "Calling (Lose My Mind)" (Sebastian Ingrosso and Alesso Ft Ryan Tedder) | —  | —  | —  | —  | 58 | 47 | — | 19 |               |                   | Sem álbum                  |
| 2012                                                                                    | "The Fighter" (Gym Class Heroes Ft Ryan Tedder)                         | 25 | —  | 7  | 37 | —  | 39 | 4 | —  |               |                   | The Papercut Chronicles II |
| 2012                                                                                    | "Never Let You Go" (B.o.B Ft Ryan Tedder)                               | —  | —  | —  | —  | —  | —  | — | —  |               |                   |                            |
| 2014                                                                                    | "S.T.O.P." (David Guetta Ft Ryan Tedder)                                | —  | —  | —  | —  | —  | —  | — | —  |               | - : Ouro - : Ouro | Strange Clouds             |
| "—" denota singles que não entraram nas paradas musicais ou não foram lançados no país. |                                                                         |    |    |    |    |    |    |   |    |               |                   |                            |

## Vida pessoal

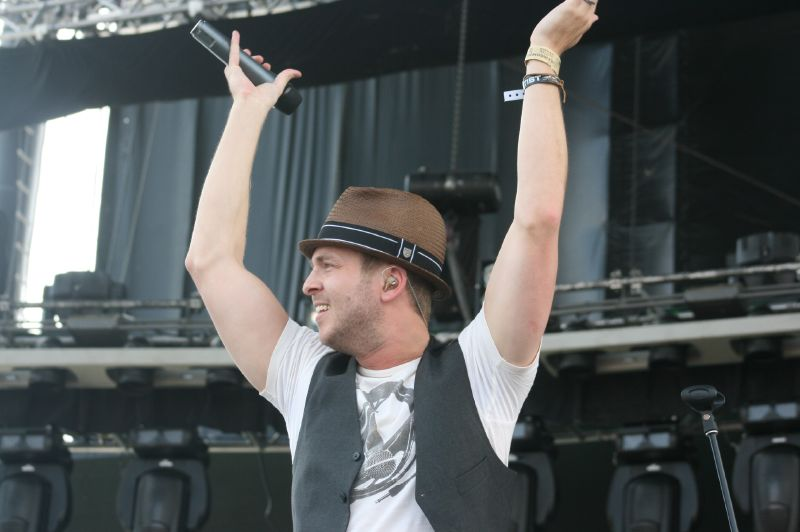
Ryan Tedder em 2009. Fotografado por Julio Enriquez.

Ryan Tedder é casado. Ele reconheceu abertamente e agradeceu a sua esposa, Genevieve, com quem está junto desde os tempos de faculdade, no encarte do álbum de estreia do OneRepublic, Dreaming Out Loud. Ryan e Genevieve tem dois filhos, Copeland Cruz Tedder, nascido em 2 de agosto de 2010 em Denver, Colorado e Miles Tedder, nascido em setembro de 2014. Os primos de Tedder, Adam, Ashley e Austin Clark compõem a banda Sons of Sylvia e estavam anteriormente na banda The Clark Family Experience. Ele coescreveu a canção "Love Left To Lose".